# Vendéens
Pour les articles homonymes, voir Vendée.
Ne doit pas être confondu avec Vendéens (insurgés).
Les Vendéens sont les habitants de la Vendée, département qui correspond approximativement à l'ancien Bas-Poitou, habité par les Bas-Poitevins. La population vendéenne représente un total de 670 597 individus en 2016 et constitue une partie du peuple français.

## Ethnonymie
Une partie notable des Bas-Poitevins sont devenus Vendéens lorsque le département de la Vendée fut créé en 1790, puisque ses limites correspondent grosso modo à l'ancien Bas-Poitou.
D'autre part, sur le plan historique, Vendéens est aussi le nom donné aux habitants de la Vendée et des départements limitrophes qui s'insurgèrent contre la Révolution française : un Vendéen était alors un individu appartenant à ce mouvement d'insurrection. Autrement dit, les « Vendéens départementaux » et les « insurgés vendéens » sont deux choses différentes.

### Sobriquet
Les Vendéens sont souvent surnommés « Ventres à Choux » :  au début du XXe siècle, beaucoup de Vendéens du bocage émigrèrent vers la Charente. Les fermes de Charente manquaient en effet de main d'œuvre. Les Vendéens apportaient avec eux leur bétail et leurs modes de cultures et parmi celles-ci, le fameux « choux fourrager », dont ils plantaient de grandes quantités pour leurs bovins. Les Charentais supputèrent que ce devait être là une de leurs principales sources d’alimentation… « des ventres à choux, ces gens-là ».

## Anthropologie et ethnologie
(janvier 2019).
Le département vendéen présente trois divisions physiques bien distinctes vers 1835, cependant les habitants n'y offrent que deux divisions marquées pour le caractère et pour les habitudes. Les mœurs et la constitution des habitants de la plaine et du bocage sont tellement semblables, qu'il suffit de « faire connaître les uns pour faire apprécier les autres ».
L'habitant du Bocage est d'une constitution saine et robuste ; sa nourriture habituelle est le pain de seigle, la bouillie de mil ou de blé noir ; quelquefois un peu de lard, des légumes, des fruits, du beurre, du lait et du fromage. Sa boisson est l'eau de fontaine, rarement le vin, si ce n'est au cabaret qu'il est enclin à fréquenter, sans être cependant adonné à l'abus d'alcool. Il est généralement sobre et économe, laborieux, tenace, opiniâtre même, et néanmoins « ami du plaisir » ; le goût de la danse est un de ceux qui chez lui dominent tous les autres. Son caractère est généralement doux, officieux et hospitalier ; ses mœurs sont simples et patriarcales. Religieux observateur de sa parole, il tient avec la même exactitude les engagements verbaux et ceux écrits. Ignorant à l'excès, et conséquemment crédule, il n'en est pas moins doué d'une certaine mobilité d'imagination qui le rend propre à recevoir des impressions fortes : de là son goût pour les histoires de loups-garous, de revenants, et pour tout ce qui tient au merveilleux. Il y a peu de veillées en hiver où des contes de cette nature ne soient « débités avec emphase et recueillis avec avidité ». Après le diable et le curé du lieu, un sorcier est pour le paysan du Bocage l'être le plus respecté et le plus redouté.
Avec l'apparence de la plus saine et de la plus robuste constitution, une haute stature, des épaules larges et des muscles prononcés, l'habitant du Marais n'est en général, ni aussi fort, ni aussi vigoureux que celui du Bocage. Ses occupations habituelles sont le labourage, la récolte et l'entretien des fossés. Ce dernier travail, d'une nécessité indispensable, occupe la plus grande partie de l'année, et peut être compté au nombre des causes principales qui altèrent la santé du Maraichin. Sa nourriture est le pain d'orge mêlé de froment, des légumes, des viandes salées, du lait caillé et quelques fruits qui lui viennent du Bocage. Comme le pays ne produit pas de raisins, la boisson habituelle du Maraichin est l'eau des canaux et des fossés, autre cause grave de ses maladies. Ce régime n'est cependant pas général, et il est peu de pays où les contrastes soient aussi frappants que dans le Marais.
Les cultivateurs propriétaires ou les gros fermiers, connus sous la désignation de cabaniers, mènent une vie bien différente de celle du modeste agriculteur ; ils se nourrissent de pain blanc, de la meilleure qualité : leurs celliers sont toujours remplis de bons vins de la Plaine, de Saintonge ou de Bordeaux. Quelques-uns sont servis en argenterie et si un étranger vient les visiter, ils ont toujours un beau canard ou quelque autre volaille à lui offrir. À l'exception de ces cabaniers, que leur commerce oblige à de fréquents déplacements, les habitants du Marais, privés de toutes communications avec les villes, sont généralement « grossiers et incivils ». Ils passent pour n'avoir qu'une « intelligence médiocre », une sensibilité obtuse et il est prétendu qu'ils seraient volontiers enclins à l'abus d'alcool. Leur vie doit paraître « triste et misérable », cependant ces digues isolées, ces demeures presque cachées sous les eaux, renferment une population heureuse de son sort.
D'après un des écrivains ayant le mieux étudié la région du Marais, la cabane de roseaux du Maraichin, quoique ouverte à tous les vents, ne lui est pas indifférente. Les vaches qu'il nourrit presque sans frais, lui fournissent du beurre et du laitage ; ses filets lui procurent en quelques heures, plus de poisson qu'il n'en peut manger dans une semaine ; avec sa canardière (long fusil), il fait pendant l'hiver une guerre lucrative aux nombreux palmipèdes qui couvrent le Marais ; le fumier de ses bestiaux et les plantes aquatiques qui croissent autour de sa cabane, lui fournissent un combustible suffisant pour le défendre contre la rigueur du froid. Pendant la belle saison, une multitude de canards couvre les fossés et les canaux voisins ; ils s'y nourrissent facilement et le cabanier n'a eu d'autre soin à prendre que celui de les faire éclore. Ses champs lui offrent d'abondantes récoltes : il voit le froment, l'orge, le chanvre et le lin croître sous ses yeux et lui présenter de nouveaux moyens d'existence et de nouvelles matières à des spéculations avantageuses. Point de procès, point d'ambition, point d'orgueil, point d'attache trop vive aux biens de la terre ; son seul désir, c'est de rendre heureux tout ce qui l'entoure. Sa paroisse et les villages voisins, voilà tout ce qu'il connaît de la France. Content de son état, il ne cherche point à en sortir, il n'a nul besoin de la protection des autorités, nul envie d'obtenir la bienveillance du riche, il est « roi dans sa cabane ».
Au XIXe siècle, il existe dans les marais de la Vendée une catégorie d'hommes connus sous le nom de Colliberts ou Cagots, dont le domicile habituel avec toute leur famille est dans des bateaux : c'est une catégorie de gens vagabonde et presque sauvage. Quelques savants poitevins prétendent trouver en eux les descendants des anciens Agesinates Cambolectri, chassés de leur territoire par les Scytes Théiphaliens et dispersés plus tard par les Normands. Ces individus, que les autres habitants ne regardent qu'avec une espèce de « mépris superstitieux », s'adonnent principalement à la pêche, dont les produits suffisent à leur nourriture et à leurs besoins. Les Colliberts se tiennent principalement vers les embouchures du Lay et de la Sèvre-Niortaise. Il était prétendu autrefois qu'ils rendaient un culte à la pluie, c'est une erreur dissipée en 1835 ; il est connu qu'ils sont par ailleurs catholiques, mais ignorants. Il ne faut pas confondre les Colliberts avec les Huttiers des marais, quoiqu'on leur donne parfois ce dernier nom. Les Colliberts ne s'allient qu'entre eux et forment une « race particulière » qui diminue chaque jour et finira inévitablement par s'éteindre. Pendant les temps féodaux, ces personnes n'ont jamais été soumises à la servitude réelle qui pesait sur les autres paysans. Ils avaient la liberté de quitter, sans l'autorisation des seigneurs, les lieux où ils étaient nés, on les appelait alors « homines conditionales ». Cependant, la plupart d'entre eux, afin de mieux assurer leur liberté, se mettaient sous la protection de quelques abbayes auxquelles ils se chargeaient de fournir le poisson nécessaire à la table des religieux. D'après quelques auteurs, le nom de Colliberts aurait signifié dans l'origine « têtes libres ».

## Costume traditionnel

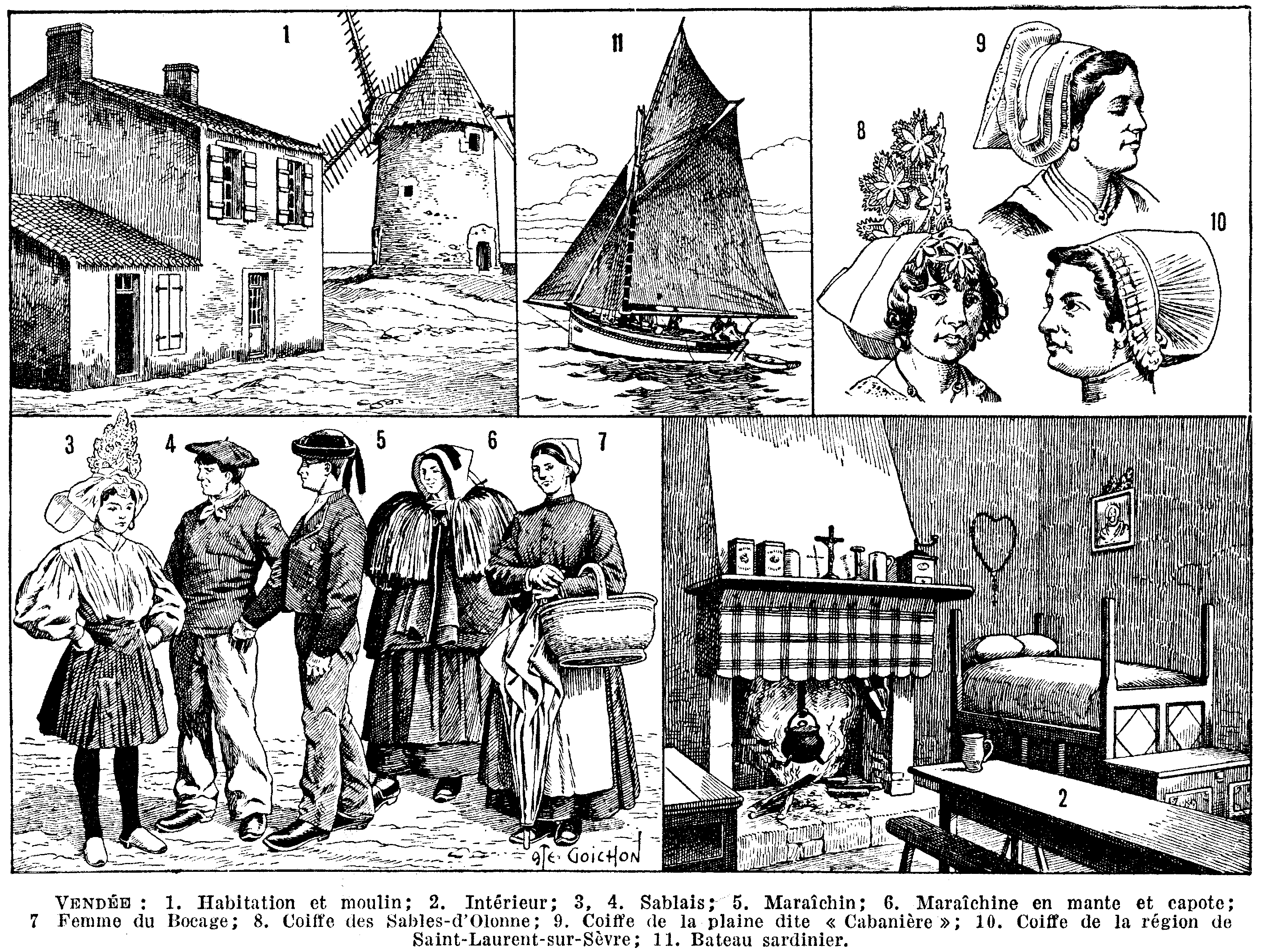
Illustration de 1932 présentant différentes coiffes vendéennes.

Dans la première moitié du XIXe siècle, dans la plaine et dans le bocage, le costume des hommes est presque uniforme : la veste ronde du Vendéen, est de couleur noire ou bleue. Son chapeau rond aux larges bords le préserve des ardeurs du soleil et ses cheveux tombent en boucles sur ses épaules. Un mouchoir de Cholet, d'un rouge vif, qui est suspendu à son cou, est arrêté par un simple nœud sur sa poitrine. Son gilet de laine blanche, boutonnant sur le côté comme la capote militaire, contraste avec la couleur sombre de sa veste ; son pantalon est de drap, à grandes raies de diverses couleurs. Vers 1835, presque tous les paysans ont pour chaussures d'énormes sabots qui recouvrent la totalité du pied et qui sont néanmoins fort légers.
Pour bien se rendre compte du costume des femmes de la Vendée vers 1835, il convient de les examiner le dimanche ou un jour de grande fête, quand elles vont à l'église. La jeune paysanne porte des sabots de forme légère, leur couleur noire fait ressortir la blancheur des bas qu'ils couvrent à demi. Sa mère est vêtue comme elle : une robe courte, d'une étoffe de laine à raies de diverses couleurs et un tablier de coton qui dessine sa taille ; un mouchoir de Cholet, à carreaux rouges, s'étend sur son cou. Elle a de la mousseline bordée de dentelle, tombant en barbes arrondies sur ses épaules, qui cache ses cheveux, ceux-ci se révèlent par deux mèches lisses et plates artistement  arrangées de chaque côté du front. Elle est enveloppée d'une mante courte, d'étoffe de laine noire, qui, ne fermant point par-devant, fait l'effet d'un manteau à l'italienne, ce manteau rappelle le cucullus des Gaulois. Les dames des Sables-d'Olonne portent l'hiver un ample mais court manteau, dont le collet, tombant comme celui d'un carrick, est formé par une toison entière de brebis à longues laines blanches. Voir par ailleurs la quichenotte.

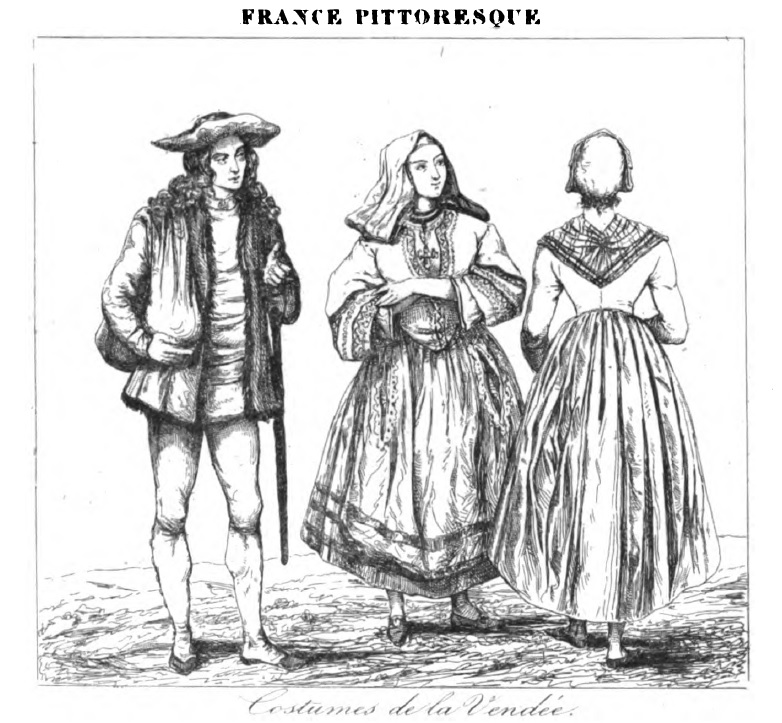
Costumes vendéens du XIXe siècle.
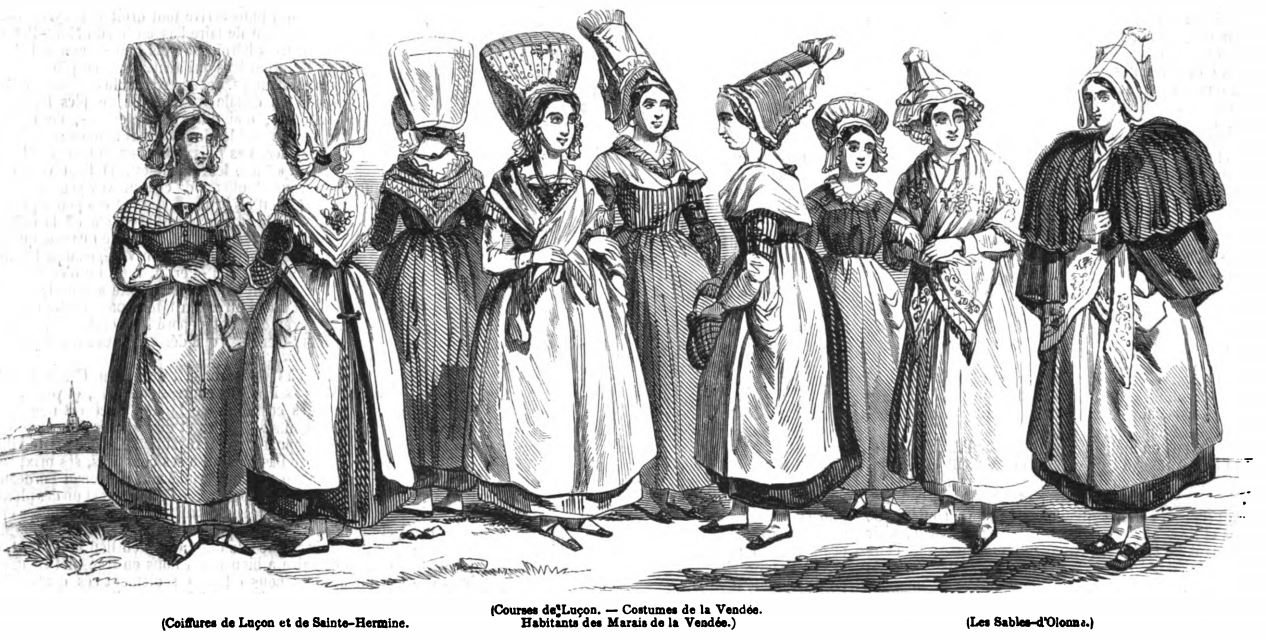
Coiffures vendéennes du XIXe siècle.
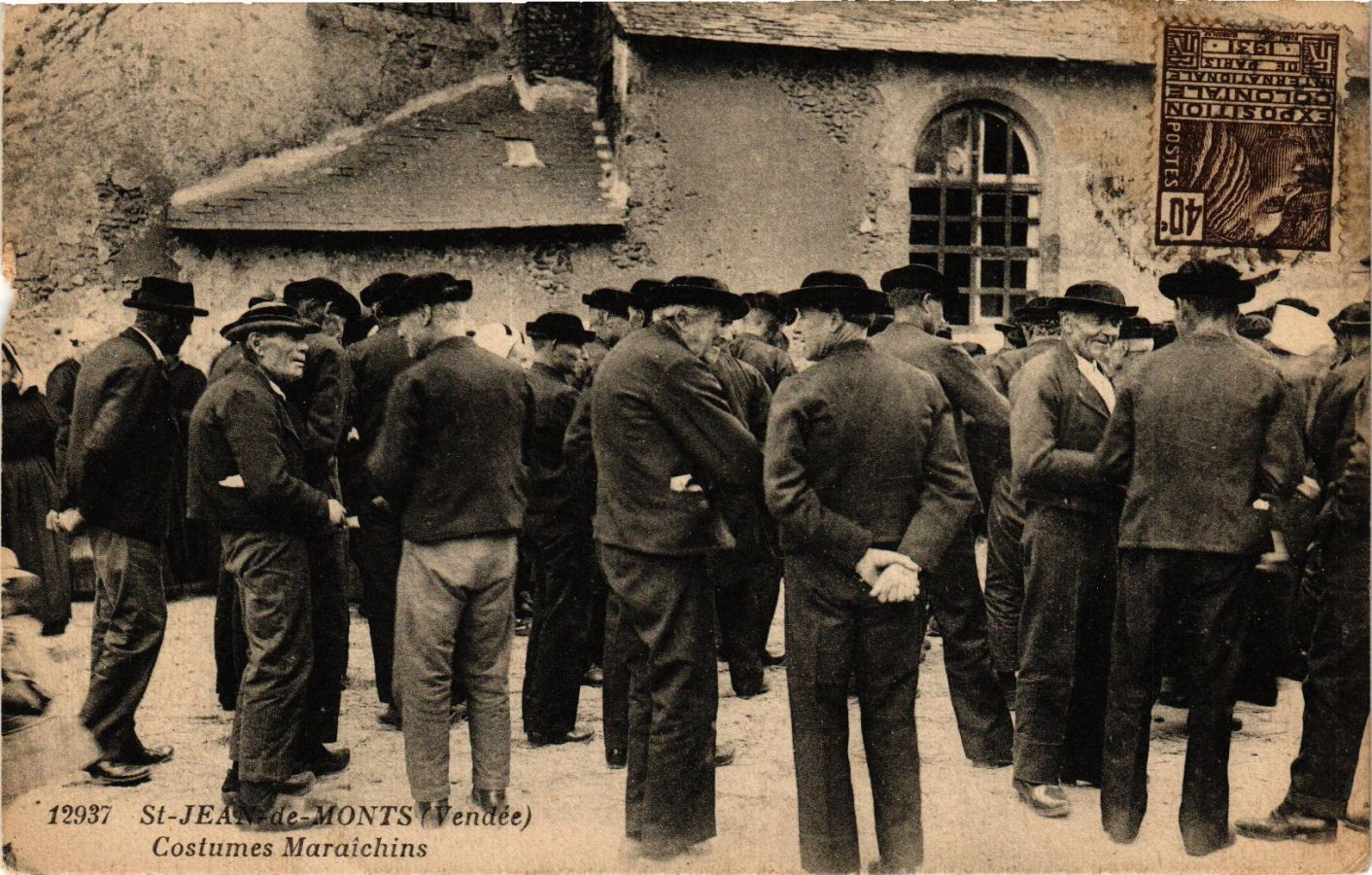
Costumes maraîchins de Vendée (1905).
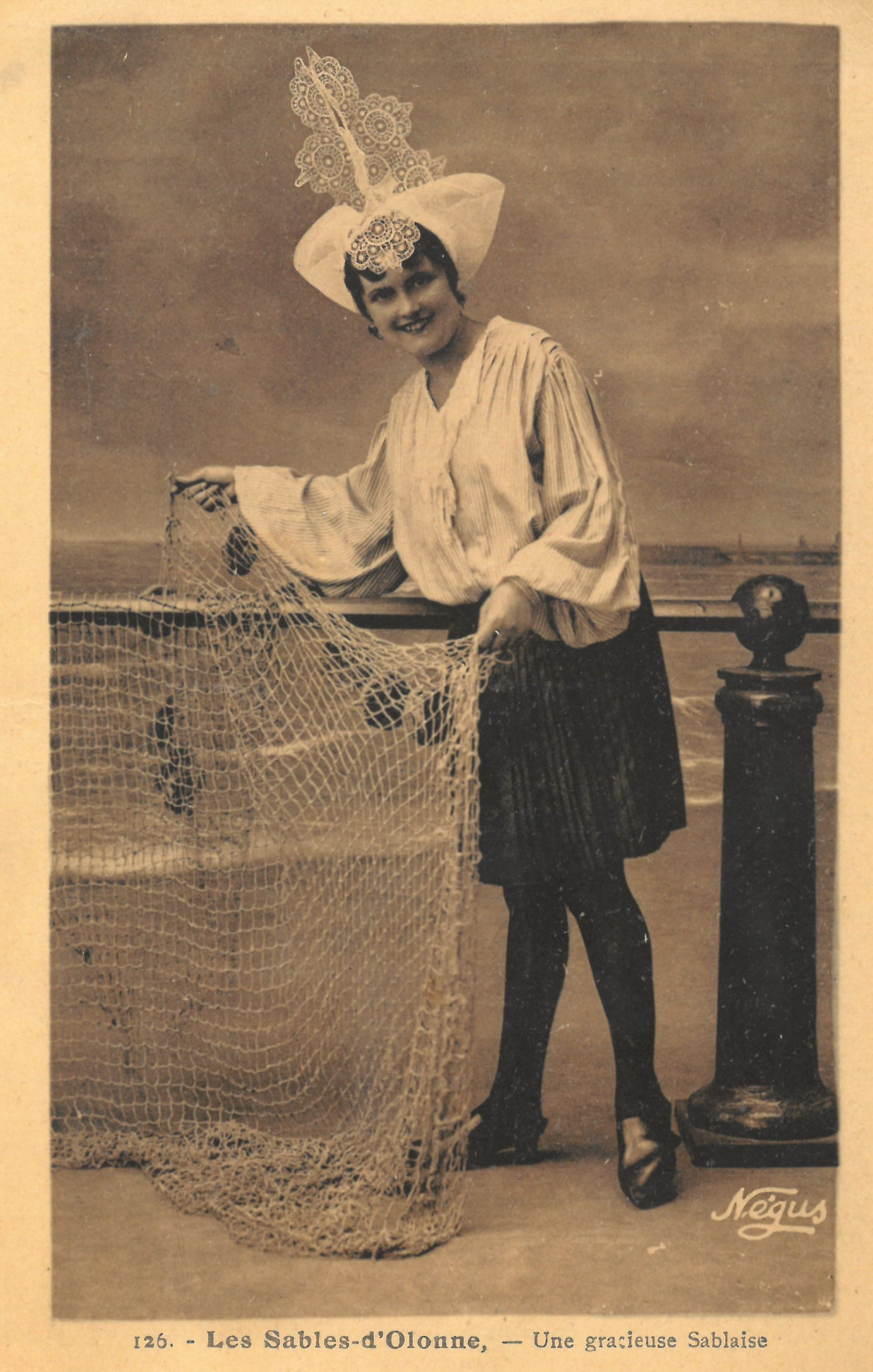
Costume Sablais (femme)

## Migrations
Les Bas-Poitevins puis Vendéens ont, entre autres, migré au Canada entre le XVIIe siècle et 1920,, ainsi que dans la région de la Garonne.
D'autre part, l'Association des Vendéens de Paris et d'Île-de-France a en partie pour but d'accueillir les Vendéens habitant Paris et la région parisienne.